# هجوم دوما الكيميائي
في يوم 7 أبريل 2018، أفادت مجموعة من التقارير (على رأسها تقرير الدفاع المدني السوري) بأن هجوما كيميائيا مشتبهًا به استهدف مدينة دوما السورية وأودى بحياة ما لا يقل عن 70 شخصا.
يُشار إلى أنه في أوائل عام 2018، كان الفصيل المعارض الرئيسي في المنطقة هو جيش الإسلام ومقره في دوما، وقد سيطرت الجماعات المعارضة على رأسها فيلق الرحمن وهيئة تحرير الشام على المنطقة المحيطة بالمدينة.

## الخلفية
قبل حوالي سنة من تاريخ هذا الهجوم كانت الولايات المتحدة قد أطلقت 59 صواريخ كروز توماهوك على مطار الشعيرات العسكري ردا على الهجوم الكيميائي على خان شيخون والذي حملت فيه إدارة ترامب الحكومة السورية المسؤولية عنه إلا أن الحكومة السورية رفضت الاعتراف به واعتبرت الهجوم اعتداء صراخا على دولة ذات سيادة. وكانت الحكومة الأمريكية قد حذرت مرارا وتكرارا من استخدام الأسلحة الكيميائية في سوريا خاصة بعد الهجوم الصاروخي في أبريل 2017. أما وزير الدفاع جيمس ماتيس فقد صرح في شباط/فبراير 2018 بأنه يعتقد أن الحكومة السورية لم تمتثل للاتفاق الذي توسطت فيه روسيا والذي يقضي بتدمير ترسانة الأسلحة الكيميائية ثم حذر من أن حكومة الأسد ستغامر وستكون غير حكيمة في حالة ما عادت وانتهكت اتفاق حظر استخدام الأسلحة الكيميائية، وكانت الولايات المتحدة قد اتهمت الحكومة السورية في وقت سابق بتصنيع «أنواع جديدة من الأسلحة» التي لها نفس تأثير الأسلحة الكيميائية.
في أوائل عام 2018، كان الفصيل الرئيسي في المنطقة هو جيش الإسلام ويقع مقره بالذات في دوما، مع بعض السيطرة لبعض الجماعات المعارضة من قبيل فيلق الرحمن وهيئة تحرير الشام اللذان يُسيطران على باقي المناطق في ضواحي المدينة.
تم الإبلاغ عن حوادث استخدام الأسلحة الكيميائية في دوما في كانون الثاني/يناير 2018، ومع ذلك فقد استخدمت روسيا حق النقض لإبطال مشروع قرار أمريكي يحمل الأسد المسؤولية ودعت الحكومة الروسية والسورية إلى قدوم محققين مستقلين إلى دوما للتحقيق  أما وزير الدفاع الأميركي جيمس ماتيس فقد قال إنه لا يمكن تأكيد التقارير حول ما إذا كان الهجوم الكيماوي قد حصل فعلا أم لا. في آذار/مارس 2018، قرأ فاليري غيراسيموف رئيس هيئة الأركان العامة الروسية بيانا أكد فيه على أن الهجوم مجرد «خدعة» وأكد في نفس الوقت على أن الثوار في الغوطة الشرقية قد جلبوا معهم مدنيين وأجبرهوم على لعب دور ضحايا هجوم كيميائي من أجل افتعال حادث ليتم استخدامه من قبل الولايات المتحدة كذريعة لاستهداف حكومة الأسد. يُشار إلى أن روسيا سبق وأن حاولت منع الأمم المتحدة من التحقيق في الهجوم الكيميائي على خان شيخون.
التحقيقات التي أجرتها منظمة الأمم المتحدة ومنظمة حظر الأسلحة الكيميائية قد خلُصت إلى أن الحكومة السورية سبق وأن استخدمت الأسلحة الكيميائية في خان شيخون.

## الهجوم
حسب العديد من الناشطين المناهضين للحكومة السورية فقد ألقت مروحيات عشرات البراميل المتفجرة على البلدة، وعند اصطدامها بالأرض أطلقت غازات كيميائي قاتلة مثل الكلور و/أو السارين الذي تسبب في حصول تشنجات عنيفة للبعض فيما اختنق الآخرون.
أكد اتحاد الرعاية الطبية ومنظمات الإغاثة التي تُشرف على الخدمات الطبية في المنطقة على مقتل أزيد من 70 شخص، ووفقا لشهود عيان حظروا الواقعة فإن معظم الذين تم استهدافهم في أعقاب الهجوم كانوا من النساء والأطفال. وقد أظهر فيديو بُث من مكان الهجوم جثت هامدة لرجال ونساء وأطفال مع رغوة تخرج من أفواههم.
وفقا للجمعية الطبية الأمريكية السورية (SAMS)؛ فإن أكثر من 500 شخص من دوما تم نلقه للمراكز الطبية المحلية مع أعراض تدل على تأثرهم بالعوامل الكيميائية جراء استنشاق تلك الغازات. كما أكدت نفس الجمعية على أن مقاتلات حربية يُعتقد في أنها سورية أو روسية عادت وأغارت على مستشفى دوما المتهالك فتسببت في قتل 6 أشخاص هناك، كما عادت مجددا وضربت مبنى قريبا من المشفى فتدمر بالكامل.

## ما بعد الهجوم
في ساعة مبكرة من صباح يوم 9 نيسان/أبريل 2018، استهدفت غارة جوية مطار التياس العسكري (يُعرف باسم مطار التيفور) وقد تسببت في مقتل العديد من الناس حسب رواية الإعلام التابع لنظام الرئيس السوري بشار الأسد. نفت الولايات المتحدة في وقت لاحق شن أي غارة جوية في سوريا خاصة وأن الرئيس الأمريكي دونالد ترامب كان قد سبق وأن توعد بالرد الحاسم على نظام الأسد مما دفع بالعديد من الصحف العالمية إلى نسب الضربة الجوية للولايات المتحدة. وقد تبيَّن فيما بعد أن إسرائيل هي المسؤولة عن الهجوم خاصة بعدما كشف مسؤولون من روسيا هذا الخبر حيث أكدوا على أن اثنين من الطائرات الإسرائيلية قد هاجمتا المطار من خلال الأجواء اللبنانية فأطلقتا 8 صواريخ نجحت المضادات السورية في اعتراض والتصدي لـ 5 منها بينما فشلت في إيقاف الثلاثة.

## ردود الفعل

### المحلية
- الحكومة السورية: صرَّح مصدر في وزارة الخارجية قائلا: «ادعاءات استخدام الأسلحة الكيميائية أصبحت غير مقنعة ونمطية ... هناك بعض البلدان التي تتعمد سفك دماء المدنيين ودعم الإرهاب في سوريا.»[22]

### الدولية
- السعودية: عبر مصدر مسؤول بوزارة الخارجية، عن قلق المملكة البالغ وإدانتها للهجوم الكيماوي المروع الذي تعرضت له مدينة دوما بالغوطة الشرقية في سوريا، وراح ضحيته عشرات المدنيين بينهم نساء وأطفال.[23]
- الكويت: أدانت الكويت بشدة الهجمات بالصواريخ والبراميل المتفجرة التي تعرضت لها المناطق السكنية المحاصرة في الغوطة الشرقية بسوريا.[24]
- الأردن: دان وزير الخارجية الأردني، أيمن الصفدي، الهجوم الكيميائي في الغوطة الشرقية قرب دمشق.[25]
- الولايات المتحدة: دانت الولايات المتحدة الأمريكية الهجوم الكيماوي الذي تعرضت له مدينة دوما بالغوطة الشرقية في سوريا، وراح ضحيته عشرات الضحايا.[26] وتحدث الرئيس الأمريكي عن توجيه ضربة صاروخية، حيث غرد من حسابه على تويتر، قائلا «روسيا تتعهد بإسقاط أي وجميع الصواريخ التي ستطلق على سوريا. فلتستعدي إذن يا روسيا! لأنها (الصواريخ) القادمة ستكون جديدة وذكية».[27]
- أوكرانيا: أعلن وزير الخارجية الأوكرانى بافلو كليمكين أنه في حالة تأكد صحة الأخبار التي تتحدث عن الهجوم الكيميائى الذي تعرضت له الغوطة الشرقية في سوريا، فإن ذلك سيكون «جريمة جديدة ضد الإنسانية».[28]
- فرنسا: أدان وزير الخارجية الفرنسي، جان إيف لودريان، هجمات النظام السوري على دوما في غوطة دمشق الشرقية، ليلة السبت، واعتبرت باريس ما حصل قرب العاصمة دمشق، انتهاكا للقانون الإنساني الدولي.[29]
- تركيا: أدانت تركيا استخدام أسلحة كيماوية في مدينة دوما التي تسيطر عليها المعارضة في منطقة الغوطة الشرقية بسوريا.[30]
- قطر: أعربت دولة قطر عن إدانتها واستنكارها الشديدين لاستخدام النظام السوري للأسلحة الكيميائية في مدينة «دوما» بالغوطة الشرقية.[31]
- إسرائيل: أصدرت وزارة الخارجية الإسرائيلية بيانا أدانت فيه الهجوم الكيميائي المفترض على مدينة دوما السورية في غوطة دمشق، ووصفته بأنه «جريمة ضد الإنسانية».[32]
- روسيا: رفضت موسكو الاتهامات الموجهة للنظام السورى باستخدام الأسلحة الكيميائية في مدينة دوما بعدما حملت الولايات المتحدة روسيا المسؤولية عن أي هجوم من هذا النوع.[33]

### منظمات دولية ومحلية
- الاتحاد الأوروبي: أصدر الاتحاد بيانا مفاده «تُشير الأدلة إلى تنفيذ النظام السوري لهجوم كيماوي جديد في حق مدنيين عزل ... نُعبر عن بالغ قلقنا من أن الأسلحة الكيميائية لا تزال تُستخدم وخاصة على المدنيين ... لذلك فلاتحاد الأوروبي يُدين بأشد العبارات استخدام الأسلحة الكيميائية ويدعو إلى رد فوري من قبل المجتمع الدولي». كما دعا مجلس الأمن التابع للأمم المتحدة لتحديد الجناة وحث كل من روسيا وإيران للتأثير على الأسد من أجل منعه من شن مثل هذه الهجمات في المستقبل.[34]
- أصدرت الجمعية الطبية الأمريكية السورية والدفاع المدني السوري (الخود البيضاء) بيانا مشتركا أدانا فيه الهجوم وطالبا بوقف فوري لإطلاق النار والسماح للمحققين بإجراء ما يلزمهم من تحريات لتحديد الجناة.[35][36]
- في 9 أبريل عام 2018، دعت فرنسا إلى جانب ثمانية بلدان أخرى إلى اجتماع طارئ في مجلس الأمن التابع للأمم المتحدة لمناقشة الهجوم الكيماوي على دوما.[37]
- منظمة التعاون الإسلامي: أدانت الأمانة العامة لمنظمة التعاون الإسلامي، الهجوم بالأسلحة الكيماوية المحرمة دوليًّا، الذي استهدف منطقة الغوطة الشرقية بدمشق.[38]